# Фигейредо, Гильерме
Гилье́рме ди Оливейра Фигейре́до (правильно: Гильерми Фигейреду, порт. Guilherme de Oliveira Figueiredo; 13 февраля 1915, Кампинас, Сан-Паулу — 24 мая 1997, Рио-де-Жанейро) — бразильский прозаик, драматург, театральный критик.

## Биография
Литературную деятельность Гильерме Фигейредо начал в 40-х годах в качестве театрального и литературного критика. В 1948 году он написал свои первые пьесы: комедию «Леди Годива» и драму «Всеобщая забастовка», которые в том же году были поставлены на сцене. В дальнейшем многие его пьесы были основаны на древнегреческих мифах и сюжетах из истории Древней Греции.
Международную известность Фигейредо принесла написанная в 1952 году и переведённая на многие языки пьеса «Лиса и виноград» — о древнегреческом баснописце Эзопе. В 1957 году пьеса была переведена и на русский язык и в том же году поставлена Георгием Товстоноговым в Большом драматическом театре.
Одновременно Фигейредо занимался переводами классиков мировой литературы, в том числе Мольера, У. Шекспира, Б. Шоу

## Сочинения
- «Леди Годива» (1948)
- «Всеобщая забастовка» (1948)
- «Дон Жуан» (1951)
- «Лиса и виноград» (1952)
- «Смешная трагедия»
- «Призраки»

## Известные постановки в России
«Лиса и виноград»
- 1957 — Большой драматический театр (под названием «Эзоп»). Постановка и оформление Г. А. Товстоногова; режиссёр Р. А. Сирота; композиторы Н. С. Симонян и Ю. Г. Прокофьев. Роли исполняли: Ксанф — Н. П. Корн, Клея — Н. А. Ольхина, Мели — З. М. Шарко и И. М. Кондратьева (с 1958 года), Эзоп — В. П. Полицеймако, Агностос — П. Б. Луспекаев (с 1959 года), Эфиоп — Б. И. Васильев. Премьера состоялась 23 марта[4].
- 1958 — МХАТ. Режиссёр Лесли, художник Б. Эрдман; композитор К. Молчанов. Роли исполняли: Эзоп — В. Топорков, Ксанф — Б. Петкер, Клея — А. Андреева, Мели — Л. Сухолинская, Агностос — М. Названов, М. Зимин
- 1967 — Большой драматический театр (под названием «Лиса и виноград», новая редакция). Постановка и оформление Г. А. Товстоногова; режиссёр Р. А. Сирота; композиторы Н. С. Симонян и Ю. Г. Прокофьев. Роли исполняли: Ксанф — О. В. Басилашвили, Клея — Н. М. Тенякова, Мели — Т. А. Тарасова, Г. В. Фигловская, Эзоп — С. Ю. Юрский, Агностос — В. А. Медведев, Эфиоп — В. И. Караваев. Премьера состоялась 18 сентября[4]
- 1981 - «Эзоп» (Лентелефильм). Телеспектакль по мотивам пьесы.
- 2000 — Театр на Малой Бронной. Постановка Льва Дурова[5].
- 2011 — Театр «Приют Комедианта». Постановка Андрея Корионова[5]

«Дон Жуан»
- 2004 — МДТ Сфера[6]. Постановка — н.а. России Е. И. Еланской, сценография — з.х. России В. А. Солдатов, костюмы — Ольга Хлебникова, балетмейстер — Любовь Парфенюк, музыкальное оформление — Роман Берченко.